# Okroeg Zakatali
De okroeg Zakatali (Russisch: Закатальский округ, Zakatalskiy okroeg) was een speciaal district (okroeg) binnen het onderkoninkrijk van de Kaukasus van het keizerrijk Rusland met Zakatali als hoofdstad. De oblast grensde aan het gouvernement Tiflis, de oblast Terek, de oblast Dagestan,  het gouvernement Bakoe en het gouvernement Jelizavetpol. 

## Geschiedenis
Het district werd in 1842 oorspronkelijk opgericht als het okroeg Belokan (Белоканский О́круг) binnen het gouvernement Georgië-Imeretië. In 1844 werd het okroeg omgevormd tot een oejezd onder dezelfde naam. In 1846 werd het gouvernement Georgië-Imeretië opgeheven en gesplitst. Binnen het nieuwe gouvernement Tiflis leefde Belokan als okroeg verder onder de naam Dzjaro-Belokan (Джаро-Белоканский). In 1859 werd het verzelfstandigd en buiten het gouvernement geplaatst als okroeg Zakatali. Het was daarmee de kleinste zelfstandige bestuurseenheid direct onder de onderkoning van de Kaukasus.
Na het uiteenvallen van het Russisch Rijk werd het gebied in 1918 door zowel de Democratische Republiek Georgië als de Democratische Republiek Azerbeidzjan geclaimd . Beide landen spraken af het dispuut vreedzaam op te lossen. Na de verovering van Azerbeidzjan door het Rode Leger erkende bolsjewistisch Rusland in mei 1920 via het Verdrag van Moskou het gebied als soeverein onderdeel van Georgië. Een jaar later moest Georgië het alsnog afstaan aan de Azerbeidzjaanse sovjetrepubliek.